# Tetraophasis szechenyii
La perdiz faisán gorgiclara, también perdiz faisán gorjiclara,  perdiz faisán de garganta amarilla o tetraogallo de Szechenyi, (Tetraophasis szechenyii) es una especie de ave galliforme de la familia Phasianidae que vive en Asia.

## Distribución y hábitat
Se encuentra en los bosques de las montañas del sur de China y el extremo nororiental de la India.